# قانون برون‌سپاری در برزیل
قانون برون‌سپاری در برزیل، یا قانون شماره ۱۳٬۴۲۹/۲۰۱۷، یک قانون برزیلی است که در ۳۱ مارس ۲۰۱۷ توسط رئیس‌جمهور میشل تمر تصویب شد (با سه حق وتو) که به شرکت‌ها اجازه می‌دهد تا به جای فعالیت‌های ثانویه، کارمندان برون‌سپاری را برای کار در فعالیت‌های اولیه (مانند نگهداری یا تمیز کردن) استخدام کنند. تا آن زمان قانون خاصی در خصوص برون سپاری وجود نداشت، اما در تصمیمات دادگستری کار مقرر شد که برون سپاری فقط برای فعالیت‌های ثانویه مجاز باشد.